# Вукович, Мария (футболистка)
Мария Вукович (серб. Marija Vuković / Марија Вуковић; 25 марта 1990, Зренянин) — сербская футболистка, нападающая российского клуба «Крылья Советов». Выступала за сборную Сербии.

## Биография
Начинала заниматься футболом в команде мальчиков «Пролетер» (Зренянин). В 11-летнем возрасте перешла в женскую команду «Пожаревац», в этом клубе провела 18 лет в детских командах и взрослом составе. За основную команду «Пожареваца» играла по меньшей мере с 2007 года. Была капитаном и лучшим бомбардиром своего клуба. Становилась лучшим бомбардиром сербской лиги в 2017 году (29 голов), 2018 году (26 голов). В отдельных матчах забивала по 4 и 5 голов.
Летом 2019 года перешла в российский клуб «Рязань-ВДВ». Дебютный матч в чемпионате России сыграла 27 июля 2019 года против «Чертаново» и на 46-й минуте матча забила свой первый гол, принеся победу своему клубу. Во втором матче, 3 августа 2019 года против ижевского «Торпедо» сделала «хет-трик». Всего за половину сезона сыграла 10 матчей и забила 7 голов в чемпионате России, стала со своим клубом финалисткой Кубка страны, участвовала в играх еврокубков и попала в символическую сборную чемпионата России. В 2020 году забила 2 гола в 12 матчах чемпионата, по окончании сезона покинула рязанский клуб. В феврале 2025 года перешла в самарские «Крылья Советов».
Выступала за сборные Сербии младших возрастов. В юном возрасте дебютировала в составе национальной сборной Сербии, однако долгое время не была игроком основного состава. Один из первых официальных матчей за сборную сыграла 23 ноября 2011 года против Англии, заменив на 73-й минуте Милену Пешич. Первые голы забила 5 октября 2019 года, отличившись дублем в ворота Северной Македонии. (Статистика за более ранние годы может отсутствовать[уточнить]).